# William Bromley
William Bromley (ur. w 1663, zm. 13 lutego 1732) – był brytyjskim politykiem z partii Torysów.
Jego ojcem był Sir William Bromley (zm. 1682), a matką Ursula, córka 1. barona Leigh of Stoneleigh.

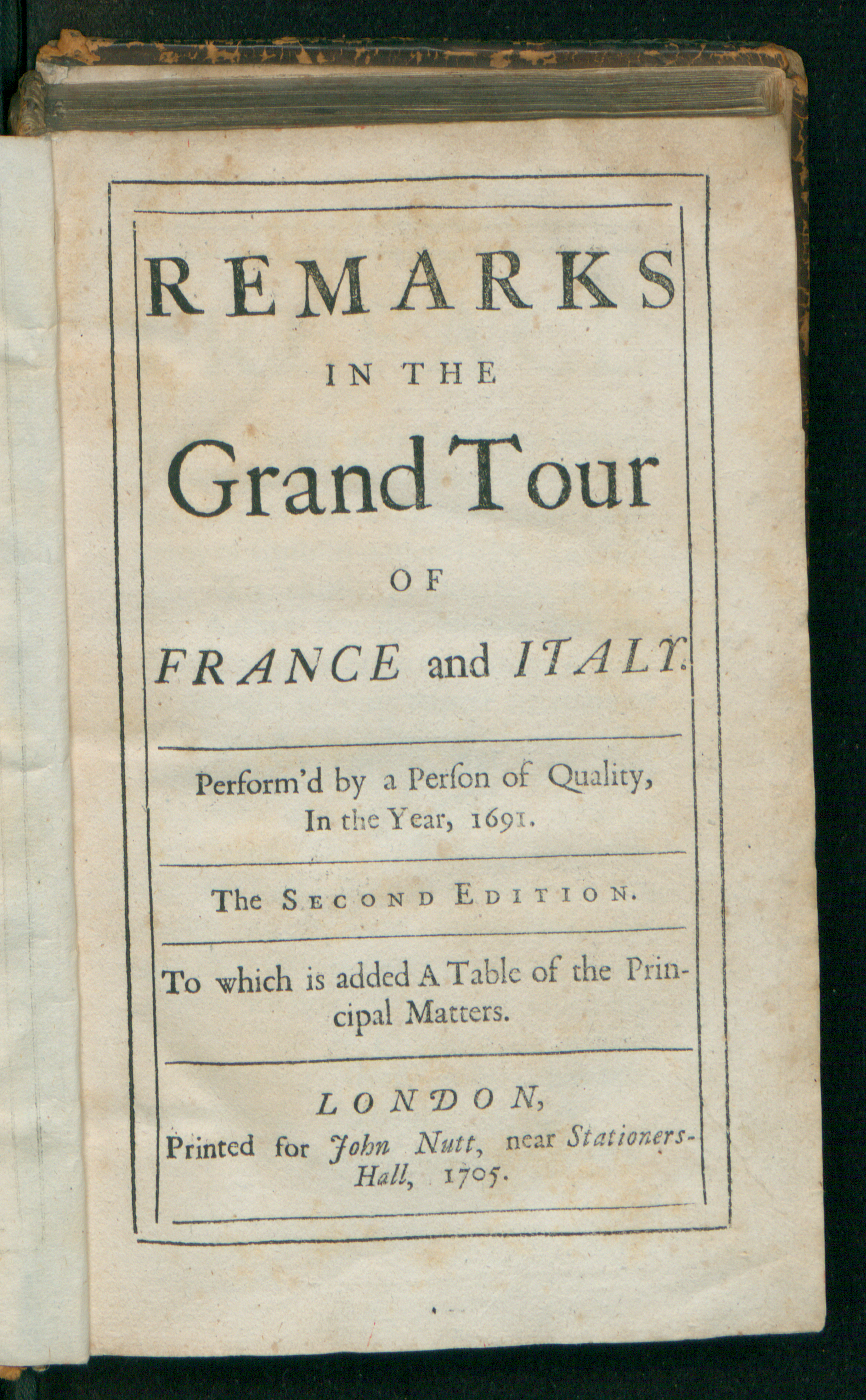
Remarks in the Grand Tour of France and Italy, 1705

Bromley pełnił funkcję Speakera Izby Gmin w latach 1710–1713 i sekretarza stanu północnego departamentu od 17 sierpnia 1713 do 17 września 1714.